# Сокиринський Григорій Андрійович
Григо́рій Андрі́йович Сокири́нський (30 квітня 1900, Білоусівка Перша — 1974) — український радянський художник і педагог; член Спілки радянських художників України.

## Біографія
Народився 30 квітня 1900 року в селі Білоусівці Першій (нині у складі села Суворовського Тульчинського району Вінницької області, Україна). У 1918 році вступив до Кам'янець-Подільської художньої школи, але через брак коштів не зміг її закінчити. Упродовж 1923—1930 років навчався у Київському художньому інституті, де його викладачами були зокрема Федір Кричевський, Володимир Таталін, Микола Бурачек, Михайло Бернштейн.
Після закінчення інституту працював художником-декоратром у Київському театрі імені Івана Франка, головним художником Тираспольського драматичного театру. Протягом 1941—1945 років викладав у Ашгабатському художньому училищі. Член ВКП(б) з 1947 року.
Мешкав у Києві в будинку на Русанівській набережній, № 12, квартира № 171. Помер у 1974 році.

## Творчість
Працював у галузях станкового живопису і станкової графіки. Передусім відомий як аквареліст. Серед робіт:
- «Весняний мотив» (1947, папір, акварель; Національний художній музей України)[3];
- «Прикарпаття. На річці Черемош» (1948);
- серія «Пейзажі Грузії» (1949):
  - «Ворота старої фортеці в Горі» (папір на картоні, акварель; Одеський художній музей)[2];
  - «Пейзаж. Набережна Кури» (папір, акварель)[2];
- «Інтер'єр» (1949; папір, акварель)[2];
- серія «Пейзажі Криму» (1951—1960);
- серія «На батьківщині Володимира Леніна» (1956);
- «Узбекистан» (1964);
- «Будні Одеського порту» (1966);
- «Перед грозою» (1971).

Брав участь у республіканських виставках з 1937 року. Дебютував на Виставці живопису, графіки та скульптури, присвяченій героїчній Іспанії, відкритій 6 травня 1937 року у Харкові, у залах Державної Української картинної галереї. З 1954 року брав участь у всесоюзних виставках. Персональні виставки відбулися в Ашгабаті у 1944 році та у Києві в 1967 році та у 1983 і 2002 роках посмертні.
Твори художника, крім вище згаданих музеїв, зберігаються у музеях Дніпра, Ульяновська, Запоріжжя, Сімферополя, у Національній картинній галереї імені Івана Айвазовського, у галерейних та приватних колекціях в Україні та за її межами.